# 原口和久
原口 和久（はらぐち かずひさ、1953年（昭和28年）2月7日 - ）は、日本の政治家。元埼玉県鴻巣市長（5期）。元鴻巣市議会議員（2期）。鴻巣市名誉市民。

## 来歴
埼玉県鴻巣市出身。立教大学経済学部卒業。大学卒業後は保険会社に務めた。
1977年9月1日、鴻巣市役所に入職。1990年4月30日、同市役所を退職。1995年5月1日から2002年6月5日まで鴻巣市議会議員を2期務めた。
2002年7月7日に行われた鴻巣市長選挙に立候補し、元市議の中根一幸らを破り初当選した。初当選から3年後の2005年10月1日、鴻巣市は北足立郡吹上町と北埼玉郡川里町を編入した。
2006年の市長選に出馬、無投票で2期目の当選。
2010年7月25日に行われた市長選で3期目の当選。投票率は42.80%だった。
2014年の市長選では、無投票で4期目の当選。
2018年7月1日に行われた市長選で5期目の当選。投票率は35.00%だった。
2022年4月11日、今期限りで引退することを表明した。

## 市政
- 2020年11月16日、LGBTなど性的少数者のカップルが婚姻に相当する関係にあると認める「パートナーシップ宣誓制度」を導入すると発表した。同年12月1日に導入[7][8]。